# Su Š’
Su Š’ (čínsky pchin-jinem Sū Shì, znaky zjednodušené 苏轼, tradiční 蘇軾; 8. ledna 1037 – 24. srpna 1101) byl politik, básník, esejista a kaligraf čínské říše Sung. Patřil mezi přední státníky sungské Číny druhé poloviny 11. století, aktivně se účastnil sporů o „novou politiku“ Wang An-š’a, v nichž patřil k vůdcům tzv. s’čchuanské frakce Wangových oponentů. Proslavil se jako esejista, jeho práce osvětlují řadu stránek života čínské společnosti 11. století, od cestopisů po výrobu železa. Jeho poezie ovlivnila básníky následujících generací nejen v Číně, ale i Japonsku a dalších zemích východní Asie.

## Jména
Su Š’ užíval zdvořilostní jméno C’-čan (čínsky pchin-jinem Zǐzhān, znaky 子瞻) a literární pseudonym Tung-pcho ťü-š’ (čínsky pchin-jinem Dōngpō, znaky zjednodušené 东坡居士, tradiční 東坡居士), volně „Učenec ze sídla na Východní stráni“. Znám je také jako Su Tung-pcho (čínsky pchin-jinem Sū Dōngpō, znaky zjednodušené 苏东坡, tradiční 蘇東坡), „Su z Východní stráně“ či „Su od východního svahu“.

## Život
Su Š’ pocházel z Mej-šanu v západočínské provincii S’-čchuan. Vzdělancem a úředníkem byl i jeho otec Su Sün (蘇洵). Výchovu Su Š’a, a jeho bratra Su Čea (蘇轍), zprvu vedl taoistický kněz vedoucí místní školu, později výuku Su Sünových synů vedla jejich matka, též velmi vzdělaná žena. Oba projevili mimořádné nadání a roku 1057 v neobvykle nízkém věku složili palácové zkoušky (nejvyšší stupeň úřednických zkoušek) a získali titul ťin-š’, Su Š’ jako druhý nejlepší. Úspěch bratrů Suových v tak raném věku upoutal pozornost císaře Žen-cunga i státníka a učence Ou-jang Sioua. Ou-jang již dříve podporoval jejich otce, a nyní se stal i patronem Su Š’a; obdivoval jeho literární styl a dokonce prohlašoval, že nikdo jiný ho více nepotěšil.
Po zkouškách roku 1057 se Su Sün i jeho synové vrátili do Mej-šanu kvůli úmrtí Su Sünovy manželky. Po skončení období smutku roku 1060 opět odešli do hlavního města. Následující rok se Su Š’ přihlásil k mimořádným „dekretovým zkouškám“ (制科, č’-kche). Zkoušky složili pouze tři kandidáti, on, jeho bratr a jeden další. Eseje sepsané pro zkoušky vzbudily velký zájem, hluboké znalosti a brilantní argumentace, které v nich Su Š’ předvedl, položily základy jeho popularity.
Od roku 1062 Su Š’ pracoval v nižší funkci ve Feng-siangu (město západně od Čchang-anu). Roku 1065 byl povolán zpět do metropole, ale už následující rok se vzdálil do Mej-šanu kvůli smutku za zemřelého otce. Roku 1065 též zemřela jeho manželka Wang Fu (王弗, 1039–1065), se kterou se oženil už roku 1054, měl s ní syna jménem Su Maj (蘇邁). Roku 1068 se oženil s Wang Žun-č’ (王闰之, 1048–93), setřenicí své první manželky. Wang Žun-č’ mu dala dva syny, Su Taje (蘇迨) a Su Kuoa (蘇過). V Su Š’ově životě byla významná také konkubína Wang Čao-jün (王朝雲, 1062–1095), které věnoval řadu básní.

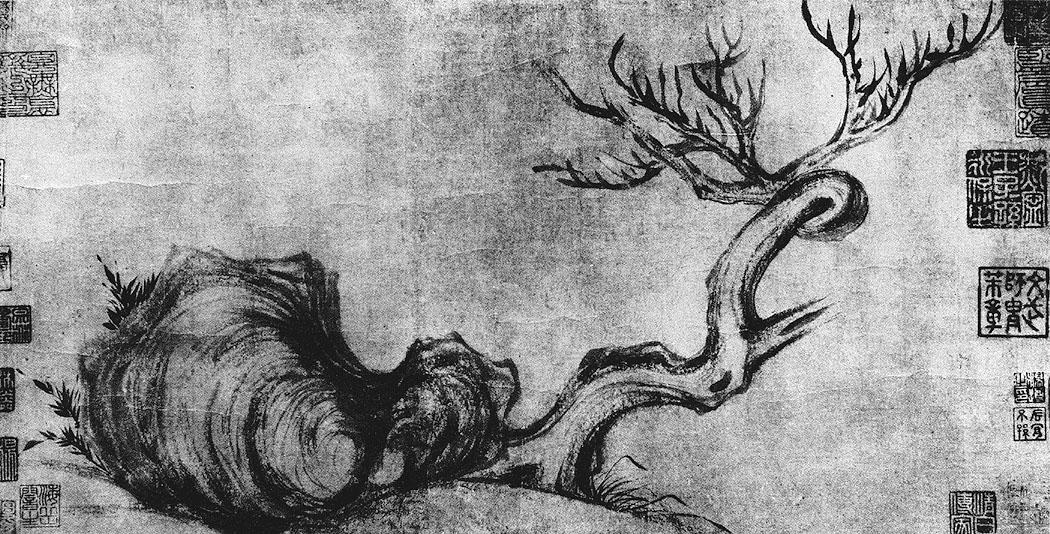
Su Š’, Uschlý strom a podivná skála

Do Kchaj-fengu se vrátil roku 1069 a nastoupil v kontrolním úřadu. Postavil se proti Wang An-š’ově „nové politice“ a roku 1071 byl proto přeložen do Chang-čou na místo zástupce krajského správce. Po dvou letech byl povýšen na krajského správce Mi-čou (v Šan-tungu), pak sloužil v analogickém postavení v Sü-čou. Roku 1078, v době služby v Sü-čou, napsal memorandum určené císaři, v němž rozebral těžkou hospodářskou situaci v regionu a upozornil na možnost vzpoury ve výrobní prefektuře Li-kou, v níž byla soustředěna významná část tehdejší výroby železa.
Su Š’ se často dostával do konfliktu s politickou skupinou kolem Wang An-š’a. Jednou napsal báseň kritizující Wangovy reformy, zvláště státní solný monopol. Wangovými stoupenci byl za to obviněn z kritiky císaře, roku 1079 zatčen a následující rok poslán do faktického vyhnanství do Chuang-čou v Chu-peji, s formálním vojenským titulem, ale bez platu. Sám Wang An-š’ přitom odešel z politiky už roku 1076 a se Su Š’em udržoval srdečný vztah.
V Chu-peji se Su Š’ obrátil k čchanovému buddhismu. Postavil si sídlo v místě zvaném Tung-pcho (Východní stráň), po němž si zvolil pseudonym Tung-pcho ťü-š’, Učenec ze sídla na Východní stráni. Oblíbil si tamní kraj, řada básní z tohoto období je považována za jeho nejlepší. Tehdy napsal i své nejvýše hodnocené kaligrafie.
Roku 1085 se vrátil do úřední služby, když obdržel místo krajského správce v Teng-čou, na nejzazším východě poloostrova Šan-tung. Roku 1086 byl, v rámci všeobecné rehabilitace po nástupu nové vlády, povolán zpět do hlavního města a jmenován do akademie Chan-lin. V letech 1089–1093 opět působil v regionální správě ve funkci krajského správce, a sice v Chang-čou (zde zodpovídal za výstavbu hráze Su-tchi (蘇堤) rozdělující Západní jezero) a po krátkém pobytu v metropoli v Jing-čou a Jang-čou. Poté byl (1093) povolán na místo ministra obřadů, ale zakrátko se stal správcem v Teng-čou. Roku 1094 byl podruhé vykázán do exilu, tentokrát do Chuej-čou (v jihočínské provincii Kuang-tung) a po třech letech na ostrov Chaj-nan.
Po dlouhém exilu byl Su Š’ roku 1100 omilostněn a vyslán do Čcheng-tu. Nicméně zemřel roku 1101 v Čchang-čou (v provincii Ťiang-su) na cestě do svého nového úřadu. Po smrti jeho popularita ještě vzrostla, když se lidé snažili shromáždit jeho kaligrafie, obrazy, a stavěli svatyně na místech důležitých pro jeho život.

## Dílo

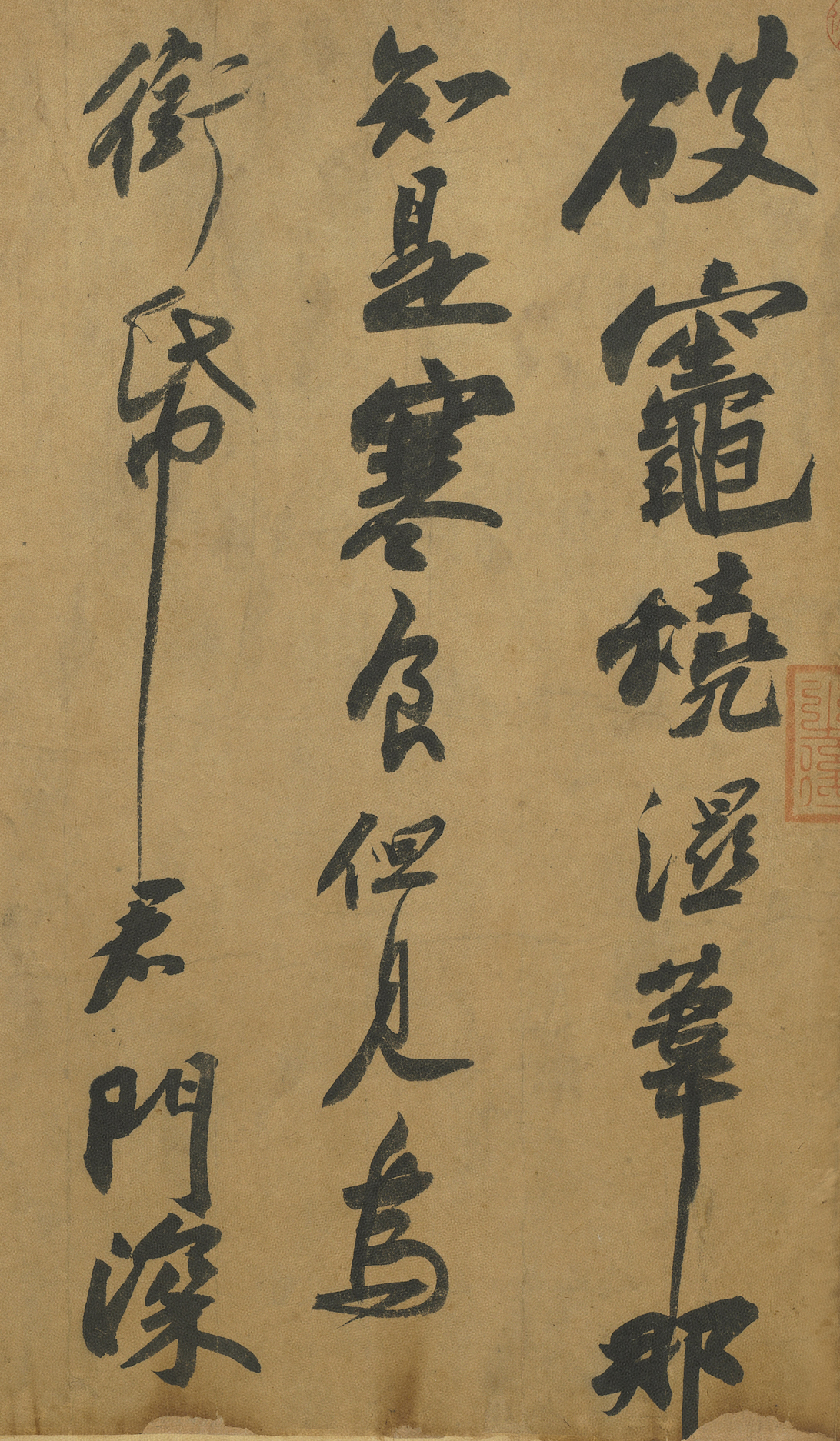
Su Š’, detail Básně napsané o svátku studeného jídla, 1082, Národní palácové muzeum, Tchaj-pej

Su Š’ byl všestranný umělec, nejpřednější ze severosungských mistrů a jeden z nejvýznamnějších čínských umělců vůbec. Vynikal v básních nejrůznějších žánrů, stejně jako v próze, kaligrafii a malířství. Jako úředník prosazoval konfuciánské hodnoty; jako umělec se přikláněl k taoismu a buddhismu.
V kaligrafii si za vzor vzal tchangského Jen Čen-čchinga ve snaze o oproštění se od prázdné zdobnosti a vyumělkovanosti současníků. Ceněny jsou zejména jeho práce ve vzorovém a kurzivním písmu. Vysoce je hodnoceno například kurzivní písmo jeho Básně napsané o svátku studeného jídla (寒食帖) z roku 1082.
Zachovalo se kolem 2700 Su Š’ových básní, spolu s 800 dopisy. Vynikal v básních š’ a fu i písních cch’. K jeho významným dílům patří například dvě básně o Rudých útesech (Čch’-pi-fu). Převážná část jeho básní jsou ve formě š’, ale jeho básnická sláva spočívá z velké části na jeho 350 básních cch’. Ve své próze, poezii i malířství spojil spontánnost, objektivitu a živé popisy přírodních jevů. Psal mnoho esejů na nejrůznější náměty, nemálo z nich na politická témata. I jeho poezie s politickým podtextem získala popularitu stejně snadno jako přivolávala na jeho hlavu hněv stoupenců strany Wang An-š’a, což ho nejhůře postihlo v procesu v letech 1079–1080.
Su Š’ také popisoval své cestovatelské zážitky v esejích, který patřily do, v sungském období oblíbeného, literárního žánru „zápisků z cest“, kombinujícího různé stylistické postupy, narativní vyprávění i deníkové záznamy. Cílem esejů o cestách bylo využití události a příběhu k vyřešení nějaké filozofické či morální otázky; například v eseji Zápis o horách kamenných zvonů Su Š’ zjišťuje a rozhoduje, zda jsou starověké texty o kamenných zvonech věcně správné.
Byl též významným teoretikem umění. Jako první definoval literátské malířství (v jeho terminologii „malba úředníků“, š’-žen chua, 士人畫) v opozici proti profesionálním dvorským umělcům v malířské akademii i mimo ni. Literáty, snažící se vyjádřit vlastní postoje a pocity, vnímal jako nezávislé tvůrce v kontrastu k profesionálům podřízeným ideologickým i estetickým požadavkům zákazníků. Přes četná vyjádření k teorii umění rozptýlená v množství esejů, poznámek, básní a dopisů, nesepsal žádné zobecňující dílo na toto téma. Je mu připisován výrok, že
| „ | podle vnější shody s předlohou hodnotí umělecké dílo snad jen malé děti. | “ |

V jeho pojetí se totiž umění nemělo omezovat na zobrazování předloh, za cíl považoval intuitivní postižení vnitřní podstaty zobrazovaného. Přitom kladl úraz na spontánnost intuitivního uchopení skutečnosti umělcem i spontánnost tvůrčího aktu. Tvrdil též, že umělec by měl nejdříve hluboce prostudovat díla mistrů minulosti a na jejich základě dospět k vlastnímu originálními vyjádření svých myšlenek. Teoretické koncepce Su Š’a rozvíjeli jeho stoupenci, bratr Su Če, bratranci Čchao Pu-č’ a Čchao Šuo-č’, malíři Chuang Tching-ťien, Čchen Š’-tao a Mi Fu.

## Gurmán
Su Š’ je také počítán mezi „čtyři klasické gurmány“. Existuje legenda, že náhodou vynalezl tchung-pcho-žou (東坡肉, vepřové Tchung-pcho), slavný pokrm čínské kuchyně. Příběh říká, že Su Š’ se jednou rozhodl uvařit dušené vepřové. Pak, uprostřed vaření, ho navštívil starý přítel a začali hrát čínské šachy. Su Š’ už úplně zapomněl na guláš, který mezitím zhoustl, dokud mu ho nepřipomněla linoucí se vůně. Lin Hsiang Ju a Lin Tsuifeng ve své historii čínské gastronomie k receptu poznamenávají, že je pojmenován po Su Š’ovi z neznámých důvodů, snad proto, že jej měl v oblibě.
Sám Su Š’ se přikláněl k vegetariánství. Odůvodňoval to tím, že se mu zabíjení zvířat na jídlo nikdy nelíbilo, ale strpěl ho, aby mohl jíst svá oblíbená jídla, například mušle. Po svém uvěznění změnil názor s tím, že „od mého věznění jsem nezabil jediné stvoření… poté co jsem zažil takový strach a nebezpečí, kdy jsem se cítil stejně jako drůbež, která čeká v kuchyni, tak jsem nemohl jiným živým bytostem přivodit stejnou nezměrnou hrůzu a bolest jen pro potěchu své chuti.“